# Nenäsaaret (ö i Norra Karelen)
Nenäsaaret är en ö i Finland. Den ligger i sjön Pyhäselkä och i kommunen Rääkkylä i den ekonomiska regionen  Mellersta Karelens ekonomiska region  och landskapet Norra Karelen, i den sydöstra delen av landet, 300 km nordost om huvudstaden Helsingfors. Öns area är 0,8 hektar och dess största längd är 140 meter i sydväst-nordöstlig riktning.  Notera att namnet antyder att det är fråga om flera öar.